# Macaranga longicaudata
Macaranga longicaudata är en törelväxtart som beskrevs av Lily May Perry. Macaranga longicaudata ingår i släktet Macaranga och familjen törelväxter.
Artens utbredningsområde är Papua Nya Guinea. Inga underarter finns listade i Catalogue of Life.